# Петко Будиша
Петко Будиша (Мркоњић Град, 1960) српски је адвокат, бивши главни инспектор Министарства унутрашњих послова Републике Српске и некадашњи начелник Службе безбједности семберског округа.

## Биографија
Рођен је 1960. године у Мркоњић Граду. Преселио се у Сарајево 1977. и тамо је завршио средњу школу унутрашњих послова. Убрзо након тога је почео да ради у Служби државне безбједности. Затим је једно вријеме радио у милицији СР Босне и Херцеговине, а у међувремену је завршио Правни факултет. Касније је постављен за инспектора у специјалној јединици МУП, а затим за начелника оперативне јединице при Министарству унутрашњих послова СР Босне и Херцеговине.
По избијању рата, био је командир полицијске станице на Илиџи. Крајем 1992. је именован за начелника Службе безбједности у Бијељини, а био је и начелник Центра јавне безбједности у Брчком.
Данас ради као адвокат у Бијељини.